# اليفاعي (القفر)

تعديل مصدري - تعديل

اليفاعي محلة تابعة لقرية السهلة، التابعة لعزلة بني سباء بمديرية القفر إحدى مديريات محافظة إب في الجمهورية اليمنية، بلغ تعداد سكانها 314 حسب تعداد اليمن لعام 2004.